# Barnes (London)

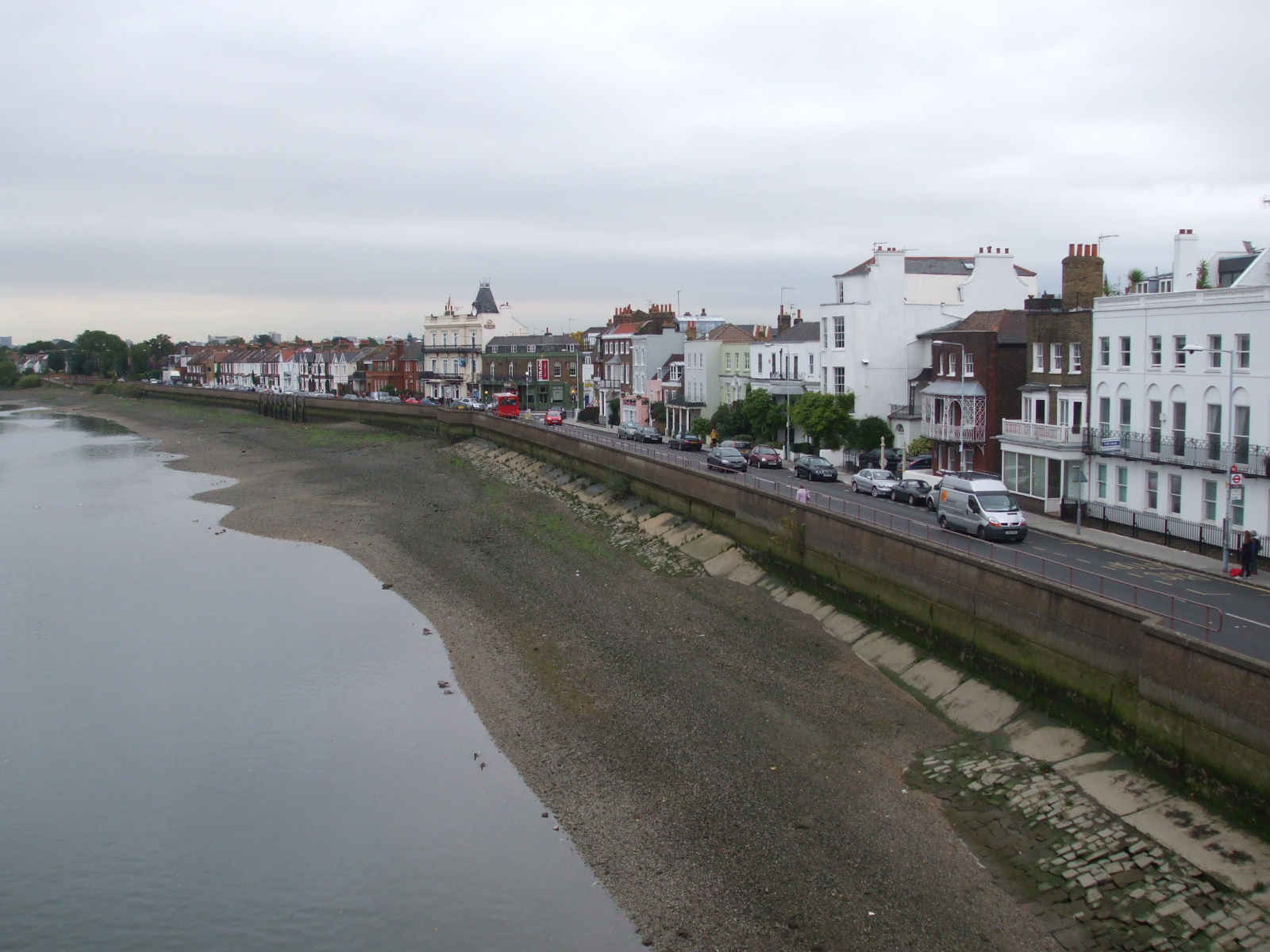
Barnes von einer Brücke aus gesehen

Barnes ist ein Stadtteil Londons und liegt im Nordosten des Stadtbezirks London Borough of Richmond upon Thames im Südwesten der Stadt, ungefähr 9,5 Kilometer südwestlich des Stadtzentrums. Barnes liegt an der Themse.

## Bevölkerung
Im Jahr 2022 hatte Barnes 12.457 Einwohner, verteilt auf 9.516 Haushalte.
| Stadtteil                  | Bevölkerung | Haushalte | Fläche (in ha) |
| -------------------------- | ----------- | --------- | -------------- |
| Barnes                     | 10.424      | 4.289     | 265            |
| Mortlake and Barnes Common | 12.033      | 5.227     | 185            |

## Sehenswürdigkeiten

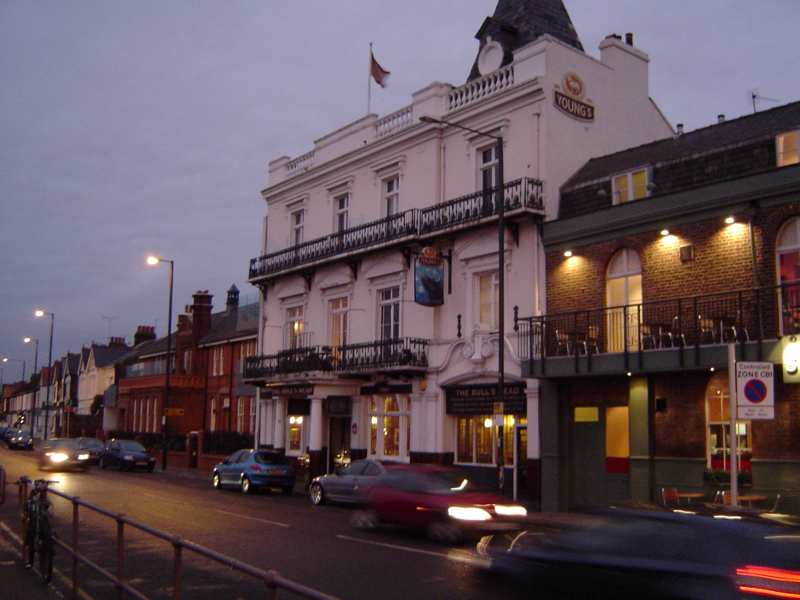
The Bull’s Head Pub im Barnes

- The Bull’s Head, 1959 eröffneter Pub, in dem bereits viele namhafte Musiker aufgetreten sind
- Barnes Railway Bridge, 1846 erbaute Eisenbahnbrücke über die Themse

## Persönlichkeiten
- Lynne Reid Banks (1929–2024), Schriftstellerin
- Michael Edwards (* 1938), britisch-französischer Dichter und Literaturwissenschaftler, Mitglied der Académie française
- Peter Mayhew (1944–2019), britisch-amerikanischer Schauspieler
- Robert Pattinson (* 1986), Schauspieler